# Eleições autárquicas de 2013 na Amadora
As eleições autárquicas de 2013 serviram para eleger os diferentes órgãos do poder local do Concelho da Amadora.
Os resultados deram nova vitória ao Partido Socialista, que, conquistou 45,45% dos votos, e, assim, manteve a liderança do concelho, como acontecia desde 1997.

## Resultados Oficiais
Os resultados para os diferentes órgãos do poder local da Amadora foram os seguintes:

### Câmara Municipal e Vereadores
| Partido                 | Partido                        | Votos   | %               | +/-  | Vereadores | +/-     |
| ----------------------- | ------------------------------ | ------- | --------------- | ---- | ---------- | ------- |
|                         | Partido Socialista             | 27 203  | 45,45 / 100,00  | 1,06 | 7 / 11     | 1       |
|                         | Coligação Democrática Unitária | 11 459  | 19,15 / 100,00  | 3,10 | 2 / 11     | Estável |
|                         | PSD-CDS                        | 10 797  | 18,04 / 100,00  | 4,83 | 2 / 11     | 1       |
|                         | Bloco de Esquerda              | 3 231   | 5,40 / 100,00   | 0,51 | 0 / 11     | Estável |
|                         | PCTP/MRPP                      | 910     | 1,52 / 100,00   | 1,08 | 0 / 11     | Estável |
|                         | Partido Trabalhista Português  | 599     | 1,00 / 100,00   | -    | 0 / 11     | -       |
| Votos Inválidos         | Votos Inválidos                | 5 653   | 9,44 / 100,00   | 6,24 |            |         |
| Total                   | Total                          | 59 852  | 100,00 / 100,00 |      | 11 / 11    |         |
| Eleitorado/Participação | Eleitorado/Participação        | 146 552 | 40,84 / 100,00  | 6,89 |            |         |

### Assembleia Municipal
| Partido                 | Partido                        | Votos   | %               | +/-  | Deputados | +/-     |
| ----------------------- | ------------------------------ | ------- | --------------- | ---- | --------- | ------- |
|                         | Partido Socialista             | 25 573  | 42,71 / 100,00  | 0,38 | 16 / 33   | 1       |
|                         | Coligação Democrática Unitária | 12 434  | 20,77 / 100,00  | 3,57 | 8 / 33    | 2       |
|                         | PSD-CDS                        | 11 161  | 18,64 / 100,00  | 5,30 | 7 / 33    | 2       |
|                         | Bloco de Esquerda              | 3 943   | 6,59 / 100,00   | 0,53 | 2 / 33    | Estável |
|                         | Partido Trabalhista Português  | 911     | 1,52 / 100,00   | -    | 0 / 33    | -       |
| Votos Inválidos         | Votos Inválidos                | 5 855   | 9,78 / 100,00   | 6,41 |           |         |
| Total                   | Total                          | 59 877  | 100,00 / 100,00 |      | 33 / 33   |         |
| Eleitorado/Participação | Eleitorado/Participação        | 146 552 | 40,86 / 100,00  | 6,87 |           |         |

### Assembleias de Freguesia
| Partido                 | Partido                        | Votos   | %               | +/-  | Presidentes | Mandatos  | +/- |
| ----------------------- | ------------------------------ | ------- | --------------- | ---- | ----------- | --------- | --- |
|                         | Partido Socialista             | 24 852  | 41,52 / 100,00  | 0,45 | 5 / 6       | 52 / 108  | 16  |
|                         | Coligação Democrática Unitária | 12 600  | 21,05 / 100,00  | 3,16 | 0 / 6       | 25 / 108  | 1   |
|                         | PSD-CDS                        | 11 400  | 19,04 / 100,00  | 4,50 | 1 / 6       | 23 / 108  | 14  |
|                         | Bloco de Esquerda              | 3 941   | 6,58 / 100,00   | 0,02 | 0 / 6       | 6 / 108   | 4   |
|                         | Grupo de Cidadãos              | 1 208   | 2,02 / 100,00   | 5,50 | 0 / 6       | 2 / 108   | 2   |
|                         | Partido Trabalhista Português  | 147     | 0,25 / 100,00   | -    | 0 / 6       | 0 / 108   | -   |
| Votos Inválidos         | Votos Inválidos                | 5 712   | 9,55 / 100,00   | 6,29 |             |           |     |
| Total                   | Total                          | 59 860  | 100,00 / 100,00 |      | 6 / 6       | 108 / 108 | 35  |
| Eleitorado/Participação | Eleitorado/Participação        | 146 552 | 40,85 / 100,00  | 6,87 |             |           |     |

## Resultados por Freguesia

### Câmara Municipal
| Freguesia             | %     | %     | %        | %    | %    | %    | Votantes |
| Freguesia             | PS    | CDU   | PSD -CDS | BE   | PCTP | PTP  | Votantes |
| --------------------- | ----- | ----- | -------- | ---- | ---- | ---- | -------- |
| Águas Livres          | 40,53 | 20,61 | 18,69    | 6,16 | 1,85 | 1,13 | 12 829   |
| Alfragide             | 35,20 | 15,73 | 28,58    | 6,94 | 1,21 | 0,83 | 5 790    |
| Encosta do Sol        | 49,38 | 19,26 | 14,42    | 5,09 | 1,58 | 1,08 | 9 201    |
| Falagueira-Venda Nova | 49,69 | 21,93 | 14,14    | 5,07 | 1,52 | 0,71 | 8 302    |
| Mina de Água          | 49,63 | 17,81 | 16,41    | 4,74 | 1,49 | 0,93 | 14 400   |
| Venteira              | 44,50 | 18,72 | 20,15    | 5,02 | 1,25 | 1,22 | 9 330    |
| Amadora               | 45,45 | 19,15 | 18,04    | 5,40 | 1,52 | 1,00 | 59 852   |

#### Águas Livres
| Partido                 | Partido                        | Votos  | %               |
| ----------------------- | ------------------------------ | ------ | --------------- |
|                         | Partido Socialista             | 5 199  | 40,53 / 100,00  |
|                         | Coligação Democrática Unitária | 2 644  | 20,61 / 100,00  |
|                         | PSD-CDS                        | 2 398  | 18,69 / 100,00  |
|                         | Bloco de Esquerda              | 790    | 6,16 / 100,00   |
|                         | PCTP/MRPP                      | 237    | 1,85 / 100,00   |
|                         | Partido Trabalhista Português  | 145    | 1,13 / 100,00   |
| Votos Inválidos         | Votos Inválidos                | 1 416  | 11,04 / 100,00  |
| Total                   | Total                          | 12 829 | 100,00 / 100,00 |
| Eleitorado/Participação | Eleitorado/Participação        | 32 291 | 39,73 / 100,00  |

#### Alfragide
| Partido                 | Partido                        | Votos  | %               |
| ----------------------- | ------------------------------ | ------ | --------------- |
|                         | Partido Socialista             | 2 038  | 35,20 / 100,00  |
|                         | PSD-CDS                        | 1 655  | 28,58 / 100,00  |
|                         | Coligação Democrática Unitária | 911    | 15,73 / 100,00  |
|                         | Bloco de Esquerda              | 402    | 6,94 / 100,00   |
|                         | PCTP/MRPP                      | 70     | 1,21 / 100,00   |
|                         | Partido Trabalhista Português  | 48     | 0,83 / 100,00   |
| Votos Inválidos         | Votos Inválidos                | 666    | 11,50 / 100,00  |
| Total                   | Total                          | 5 790  | 100,00 / 100,00 |
| Eleitorado/Participação | Eleitorado/Participação        | 13 063 | 44,32 / 100,00  |

#### Encosta do Sol
| Partido                 | Partido                        | Votos  | %               | +/-  |
| ----------------------- | ------------------------------ | ------ | --------------- | ---- |
|                         | Partido Socialista             | 4 543  | 49,38 / 100,00  | 3,87 |
|                         | Coligação Democrática Unitária | 1 772  | 19,26 / 100,00  | 4,23 |
|                         | PSD-CDS                        | 1 327  | 14,42 / 100,00  | 5,18 |
|                         | Bloco de Esquerda              | 468    | 5,09 / 100,00   | 0,08 |
|                         | PCTP/MRPP                      | 145    | 1,58 / 100,00   | 1,09 |
|                         | Partido Trabalhista Português  | 99     | 1,08 / 100,00   | -    |
| Votos Inválidos         | Votos Inválidos                | 847    | 9,21 / 100,00   | 6,08 |
| Total                   | Total                          | 9 201  | 100,00 / 100,00 |      |
| Eleitorado/Participação | Eleitorado/Participação        | 23 408 | 39,31 / 100,00  | 6,49 |

#### Falagueira - Venda Nova
| Partido                 | Partido                        | Votos  | %               | +/-  |
| ----------------------- | ------------------------------ | ------ | --------------- | ---- |
|                         | Partido Socialista             | 4 125  | 49,69 / 100,00  | 1,16 |
|                         | Coligação Democrática Unitária | 1 821  | 21,93 / 100,00  | 4,16 |
|                         | PSD-CDS                        | 1 174  | 14,14 / 100,00  | 3,24 |
|                         | Bloco de Esquerda              | 421    | 5,07 / 100,00   | 0,42 |
|                         | PCTP/MRPP                      | 126    | 1,52 / 100,00   | 1,15 |
|                         | Partido Trabalhista Português  | 59     | 0,71 / 100,00   | -    |
| Votos Inválidos         | Votos Inválidos                | 576    | 6,94 / 100,00   | 4,32 |
| Total                   | Total                          | 8 302  | 100,00 / 100,00 |      |
| Eleitorado/Participação | Eleitorado/Participação        | 20 033 | 41,44 / 100,00  | 5,84 |

#### Mina de Água
| Partido                 | Partido                        | Votos  | %               | +/-  |
| ----------------------- | ------------------------------ | ------ | --------------- | ---- |
|                         | Partido Socialista             | 7 146  | 49,63 / 100,00  | 0,90 |
|                         | Coligação Democrática Unitária | 2 564  | 17,81 / 100,00  | 3,43 |
|                         | PSD-CDS                        | 2 363  | 16,41 / 100,00  | 4,79 |
|                         | Bloco de Esquerda              | 682    | 4,74 / 100,00   | 0,30 |
|                         | PCTP/MRPP                      | 215    | 1,49 / 100,00   | 1,05 |
|                         | Partido Trabalhista Português  | 134    | 0,93 / 100,00   | -    |
| Votos Inválidos         | Votos Inválidos                | 1 296  | 9,00 / 100,00   | 6,07 |
| Total                   | Total                          | 14 400 | 100,00 / 100,00 |      |
| Eleitorado/Participação | Eleitorado/Participação        | 35 061 | 41,07 / 100,00  | 7,67 |

#### Venteira
| Partido                 | Partido                        | Votos  | %               |
| ----------------------- | ------------------------------ | ------ | --------------- |
|                         | Partido Socialista             | 4 152  | 44,50 / 100,00  |
|                         | PSD-CDS                        | 1 880  | 20,15 / 100,00  |
|                         | Coligação Democrática Unitária | 1 747  | 18,72 / 100,00  |
|                         | Bloco de Esquerda              | 468    | 5,02 / 100,00   |
|                         | PCTP/MRPP                      | 117    | 1,25 / 100,00   |
|                         | Partido Trabalhista Português  | 114    | 1,22 / 100,00   |
| Votos Inválidos         | Votos Inválidos                | 852    | 9,13 / 100,00   |
| Total                   | Total                          | 9 330  | 100,00 / 100,00 |
| Eleitorado/Participação | Eleitorado/Participação        | 22 696 | 41,11 / 100,00  |

### Assembleia Municipal
| Freguesia             | %     | %     | %        | %    | %    | Votantes |
| Freguesia             | PS    | CDU   | PSD -CDS | BE   | PTP  | Votantes |
| --------------------- | ----- | ----- | -------- | ---- | ---- | -------- |
| Águas Livres          | 38,27 | 22,19 | 19,00    | 7,38 | 1,83 | 12 834   |
| Alfragide             | 32,71 | 17,08 | 29,10    | 8,36 | 1,02 | 5 790    |
| Encosta do Sol        | 47,48 | 20,49 | 14,92    | 6,16 | 1,32 | 9 200    |
| Falagueira-Venda Nova | 46,43 | 24,24 | 14,85    | 5,79 | 1,19 | 8 310    |
| Mina de Água          | 46,08 | 19,65 | 17,22    | 6,17 | 1,58 | 14 400   |
| Venteira              | 41,80 | 19,99 | 20,88    | 6,15 | 1,82 | 9 343    |
| Amadora               | 42,71 | 20,77 | 18,64    | 6,59 | 1,52 | 59 877   |

#### Águas Livres
| Partido                 | Partido                        | Votos  | %               |
| ----------------------- | ------------------------------ | ------ | --------------- |
|                         | Partido Socialista             | 4 912  | 38,27 / 100,00  |
|                         | Coligação Democrática Unitária | 2 848  | 22,19 / 100,00  |
|                         | PSD-CDS                        | 2 439  | 19,00 / 100,00  |
|                         | Bloco de Esquerda              | 947    | 7,38 / 100,00   |
|                         | Partido Trabalhista Português  | 235    | 1,83 / 100,00   |
| Votos Inválidos         | Votos Inválidos                | 1 453  | 11,32 / 100,00  |
| Total                   | Total                          | 12 834 | 100,00 / 100,00 |
| Eleitorado/Participação | Eleitorado/Participação        | 32 291 | 39,74 / 100,00  |

#### Alfragide
| Partido                 | Partido                        | Votos  | %               |
| ----------------------- | ------------------------------ | ------ | --------------- |
|                         | Partido Socialista             | 1 894  | 32,71 / 100,00  |
|                         | PSD-CDS                        | 1 685  | 29,10 / 100,00  |
|                         | Coligação Democrática Unitária | 989    | 17,08 / 100,00  |
|                         | Bloco de Esquerda              | 484    | 8,36 / 100,00   |
|                         | Partido Trabalhista Português  | 59     | 1,02 / 100,00   |
| Votos Inválidos         | Votos Inválidos                | 679    | 11,73 / 100,00  |
| Total                   | Total                          | 5 790  | 100,00 / 100,00 |
| Eleitorado/Participação | Eleitorado/Participação        | 13 063 | 44,32 / 100,00  |

#### Encosta do Sol
| Partido                 | Partido                        | Votos  | %               | +/-  |
| ----------------------- | ------------------------------ | ------ | --------------- | ---- |
|                         | Partido Socialista             | 4 368  | 47,48 / 100,00  | 2,03 |
|                         | Coligação Democrática Unitária | 1 885  | 20,49 / 100,00  | 4,35 |
|                         | PSD-CDS                        | 1 373  | 14,92 / 100,00  | 5,84 |
|                         | Bloco de Esquerda              | 567    | 6,16 / 100,00   | 0,21 |
|                         | Partido Trabalhista Português  | 121    | 1,32 / 100,00   | -    |
| Votos Inválidos         | Votos Inválidos                | 886    | 9,63 / 100,00   | 6,46 |
| Total                   | Total                          | 9 200  | 100,00 / 100,00 |      |
| Eleitorado/Participação | Eleitorado/Participação        | 23 408 | 39,30 / 100,00  | 6,50 |

#### Falagueira - Venda Nova
| Partido                 | Partido                        | Votos  | %               | +/-  |
| ----------------------- | ------------------------------ | ------ | --------------- | ---- |
|                         | Partido Socialista             | 3 858  | 46,43 / 100,00  | 0,28 |
|                         | Coligação Democrática Unitária | 2 014  | 24,24 / 100,00  | 4,92 |
|                         | PSD-CDS                        | 1 234  | 14,85 / 100,00  | 3,54 |
|                         | Bloco de Esquerda              | 481    | 5,79 / 100,00   | 1,12 |
|                         | Partido Trabalhista Português  | 99     | 1,19 / 100,00   | -    |
| Votos Inválidos         | Votos Inválidos                | 624    | 7,51 / 100,00   | 4,65 |
| Total                   | Total                          | 8 310  | 100,00 / 100,00 |      |
| Eleitorado/Participação | Eleitorado/Participação        | 20 033 | 41,48 / 100,00  | 5,81 |

#### Mina de Água
| Partido                 | Partido                        | Votos  | %               | +/-  |
| ----------------------- | ------------------------------ | ------ | --------------- | ---- |
|                         | Partido Socialista             | 6 636  | 46,08 / 100,00  | 0,62 |
|                         | Coligação Democrática Unitária | 2 830  | 19,65 / 100,00  | 4,18 |
|                         | PSD-CDS                        | 2 479  | 17,22 / 100,00  | 5,43 |
|                         | Bloco de Esquerda              | 889    | 6,17 / 100,00   | 0,30 |
|                         | Partido Trabalhista Português  | 227    | 1,58 / 100,00   | -    |
| Votos Inválidos         | Votos Inválidos                | 1 339  | 9,30 / 100,00   | 6,08 |
| Total                   | Total                          | 14 400 | 100,00 / 100,00 |      |
| Eleitorado/Participação | Eleitorado/Participação        | 35 061 | 41,07 / 100,00  | 7,66 |

#### Venteira
| Partido                 | Partido                        | Votos  | %               |
| ----------------------- | ------------------------------ | ------ | --------------- |
|                         | Partido Socialista             | 3 905  | 41,80 / 100,00  |
|                         | PSD-CDS                        | 1 951  | 20,88 / 100,00  |
|                         | Coligação Democrática Unitária | 1 868  | 19,99 / 100,00  |
|                         | Bloco de Esquerda              | 575    | 6,15 / 100,00   |
|                         | Partido Trabalhista Português  | 170    | 1,82 / 100,00   |
| Votos Inválidos         | Votos Inválidos                | 874    | 9,36 / 100,00   |
| Total                   | Total                          | 9 343  | 100,00 / 100,00 |
| Eleitorado/Participação | Eleitorado/Participação        | 22 696 | 41,17 / 100,00  |

### Juntas de Freguesia

#### Águas Livres
| Partido                 | Partido                             | Votos  | %               | Mandatos |
| ----------------------- | ----------------------------------- | ------ | --------------- | -------- |
|                         | Partido Socialista                  | 4 697  | 36,60 / 100,00  | 8 / 19   |
|                         | Coligação Democrática Unitária      | 2 898  | 22,58 / 100,00  | 5 / 19   |
|                         | PSD-CDS                             | 2 420  | 18,86 / 100,00  | 4 / 19   |
|                         | Bloco de Esquerda                   | 845    | 6,58 / 100,00   | 1 / 19   |
|                         | Movimento Independente Águas Livres | 619    | 4,82 / 100,00   | 1 / 19   |
| Votos Inválidos         | Votos Inválidos                     | 1 355  | 10,56 / 100,00  |          |
| Total                   | Total                               | 12 834 | 100,00 / 100,00 | 19 / 19  |
| Eleitorado/Participação | Eleitorado/Participação             | 32 291 | 39,74 / 100,00  |          |

#### Alfragide
| Partido                 | Partido                        | Votos  | %               | Mandatos |
| ----------------------- | ------------------------------ | ------ | --------------- | -------- |
|                         | PSD-CDS                        | 2 010  | 34,72 / 100,00  | 5 / 13   |
|                         | Partido Socialista             | 1 756  | 30,33 / 100,00  | 5 / 13   |
|                         | Coligação Democrática Unitária | 912    | 15,75 / 100,00  | 2 / 13   |
|                         | Bloco de Esquerda              | 519    | 8,96 / 100,00   | 1 / 13   |
| Votos Inválidos         | Votos Inválidos                | 383    | 11,24 / 100,00  |          |
| Total                   | Total                          | 5 790  | 100,00 / 100,00 | 13 / 13  |
| Eleitorado/Participação | Eleitorado/Participação        | 13 063 | 44,32 / 100,00  |          |

#### Encosta do Sol
| Partido                 | Partido                        | Votos  | %               | Mandatos |
| ----------------------- | ------------------------------ | ------ | --------------- | -------- |
|                         | Partido Socialista             | 4 362  | 47,41 / 100,00  | 10 / 19  |
|                         | Coligação Democrática Unitária | 1 989  | 21,62 / 100,00  | 5 / 19   |
|                         | PSD-CDS                        | 1 364  | 14,82 / 100,00  | 3 / 19   |
|                         | Bloco de Esquerda              | 593    | 6,44 / 100,00   | 1 / 19   |
| Votos Inválidos         | Votos Inválidos                | 893    | 9,70 / 100,00   |          |
| Total                   | Total                          | 9 201  | 100,00 / 100,00 | 19 / 19  |
| Eleitorado/Participação | Eleitorado/Participação        | 23 408 | 39,31 / 100,00  |          |

#### Falagueira - Venda Nova
| Partido                 | Partido                        | Votos  | %               | Mandatos |
| ----------------------- | ------------------------------ | ------ | --------------- | -------- |
|                         | Partido Socialista             | 3 812  | 45,89 / 100,00  | 10 / 19  |
|                         | Coligação Democrática Unitária | 2 075  | 24,98 / 100,00  | 5 / 19   |
|                         | PSD-CDS                        | 1 245  | 14,99 / 100,00  | 3 / 19   |
|                         | Bloco de Esquerda              | 545    | 6,56 / 100,00   | 1 / 19   |
| Votos Inválidos         | Votos Inválidos                | 629    | 7,57 / 100,00   |          |
| Total                   | Total                          | 8 306  | 100,00 / 100,00 | 19 / 19  |
| Eleitorado/Participação | Eleitorado/Participação        | 20 033 | 41,46 / 100,00  |          |

#### Mina de Água
| Partido                 | Partido                        | Votos  | %               | Mandatos |
| ----------------------- | ------------------------------ | ------ | --------------- | -------- |
|                         | Partido Socialista             | 6 572  | 45,64 / 100,00  | 10 / 19  |
|                         | Coligação Democrática Unitária | 2 930  | 20,35 / 100,00  | 4 / 19   |
|                         | PSD-CDS                        | 2 580  | 17,92 / 100,00  | 4 / 19   |
|                         | Bloco de Esquerda              | 920    | 6,39 / 100,00   | 1 / 19   |
| Votos Inválidos         | Votos Inválidos                | 1 398  | 9,71 / 100,00   |          |
| Total                   | Total                          | 14 400 | 100,00 / 100,00 | 19 / 19  |
| Eleitorado/Participação | Eleitorado/Participação        | 35 061 | 41,07 / 100,00  |          |

#### Venteira
| Partido                 | Partido                        | Votos  | %               | Mandatos |
| ----------------------- | ------------------------------ | ------ | --------------- | -------- |
|                         | Partido Socialista             | 3 653  | 39,16 / 100,00  | 9 / 19   |
|                         | Coligação Democrática Unitária | 1 796  | 19,25 / 100,00  | 4 / 19   |
|                         | PSD-CDS                        | 1 781  | 19,09 / 100,00  | 4 / 19   |
|                         | Mais Amadora                   | 589    | 6,31 / 100,00   | 1 / 19   |
|                         | Bloco de Esquerda              | 519    | 5,56 / 100,00   | 1 / 19   |
|                         | Partido Trabalhista Português  | 147    | 1,58 / 100,00   | 0 / 19   |
| Votos Inválidos         | Votos Inválidos                | 844    | 9,05 / 100,00   |          |
| Total                   | Total                          | 9 329  | 100,00 / 100,00 | 19 / 19  |
| Eleitorado/Participação | Eleitorado/Participação        | 22 696 | 41,10 / 100,00  |          |

#### Juntas antes e depois das Eleições
| Freguesia             | 2009-2013   | 2009-2013   | 2009-2013   | 2013-2017 | 2013-2017          | 2013-2017      |
| --------------------- | ----------- | ----------- | ----------- | --------- | ------------------ | -------------- |
| Águas Livres          | Não Existia | Não Existia | Não Existia |           | Partido Socialista | 36,60 / 100,00 |
| Alfragide             | Não Existia | Não Existia | Não Existia |           | PSD-CDS            | 34,72 / 100,00 |
| Encosta do Sol        | Não Existia | Não Existia | Não Existia |           | Partido Socialista | 47,41 / 100,00 |
| Falagueira-Venda Nova | Não Existia | Não Existia | Não Existia |           | Partido Socialista | 45,89 / 100,00 |
| Mina de Água          | Não Existia | Não Existia | Não Existia |           | Partido Socialista | 45,64 / 100,00 |
| Venteira              | Não Existia | Não Existia | Não Existia |           | Partido Socialista | 39,16 / 100,00 |